# Ezio Sisto
Ezio Sisto (Alessandria, 28 gennaio 1956) è un giornalista, disegnatore e fumettista italiano, ex responsabile dell'area artistica della Disney Italia ed ex vicedirettore di Topolino.
Alla collaborazione fra Sisto e l'allora direttore di Topolino Paolo Cavaglione si deve la serie PK - Paperinik New Adventures, spesso indicata con la sigla PKNA.